# 普祖尔亚述一世
普祖尔亚述一世（英語：Puzur-Ashur I）（生卒年不详），早期亚述国王。
公元前2025年，由于乌尔第三王朝的崩溃，他带领亚述成为独立城邦。
他在位期间初步确立亚述政治基础。死后由沙利姆-阿赫接任。
| 前任： 阿基亚 | 亚述国王 前2025年－？ | 繼任： 沙利姆-阿赫 |